# Le Ranch maudit
Pour l’article homonyme, voir Le Ranch maudit (album).
Le Ranch maudit est la quatre-vingt treizième histoire de la série Lucky Luke dessinée par Michel Janvier sous la direction de Morris et scénarisée par Claude Guylouis. Elle est publiée pour la première fois dans l'album éponyme en décembre 1986 puis en janvier 1987 du no 536 au no 547 du journal Télé Star.
C'est une histoire courte, qui fut publiée avec d'autres lors de la sortie en album. Elle se caractérise par une histoire moins travaillée et des dialogues réduits au minimum, comme c'est le cas dans la plupart des histoires courtes de Lucky Luke, par opposition aux histoires occupant un album entier.